# انژیا
انژیا (به فرانسوی: Angiens) یک کمون در فرانسه است که در canton of Fontaine-le-Dun واقع شده‌است. انژیا ۶٫۸۸ کیلومتر مربع مساحت دارد ۸۷ متر بالاتر از سطح دریا واقع شده‌است.